# Føtalt alkoholsyndrom
Føtalt alkoholsyndrom (FAS) betegner en medfødt alkoholskade. Hvis moderen har en høj alkoholpromille under graviditeten, får barnet føtalt alkoholsyndrom (FAS), som karakteriseres ved unikke ansigtstræk, væksthæmning og hjerneskader.
En mildere form for føtalt alkoholsyndrom er føtal alkoholeffekt (FAE). Begge diagnoser medfører livslange alvorlige skader på individets udvikling.
Fetal alcohol spectrum disorder (FASD) er et overbegreb for de medfødte skader, der skyldes udsættelse for alkohol i fostertilstand, prænatal alkoholeksponering. Den alvorligste tilstand er føtalt alkoholsyndrom (FAS)

## Diagnosen
Det danske FASD-begreb har tre tilstande
1. Føtalt alkoholsyndrom (FAS)
2. Partiel FAS (pFAS)
3. Alcohol-related neurodevelopmental disorder (ARND)

Følgende viser Dansk Pædiatrisk Selskabs (DPS) kriterier for fetal alcohol spectrum disorder:

### Føtalt alkoholsyndrom (FAS) - alle tre kriterier skal opfyldes

#### Neurologisk abnormitet - dvs. en af flg.
- Hovedomfang
- Abnorm hjernestruktur
- Nedsat hjernefunktion bestemt ud fra psykologisk vurdering og psykometrisk test

#### Ansigtstræk -  alle tre skal opfyldes
- kort øjenspalte
- glat philtrum, grad 4 eller 5
- tynd overlæbe, grad 4 eller 5

#### Vækst
- hæmmet præ- eller postnatal vækst

### Partielt føtalt alkoholsyndrom (pFAS) - opfyldelse af alle 3 kriterier

#### Neurologisk abnormitet - en af flg.
- Hovedomfang
- Abnorm hjernestruktur
- Nedsat hjernefunktion

#### Ansigtstræk: opfyldelse af to
- Korte øjenspalter
- Glat philtrum: grad 4 eller 5
- Tynd overlæbe: grad 4 eller 5

### Alcohol-related neurodevelopmental disorder (ARND) – opfyldelse af begge kriterier

#### Neurologisk abnormitet
- Hovedomfang
- Abnorm hjernestruktur
- Nedsat hjernefunktion

#### Bekræftet alkoholeksponering under graviditeten
- Episodisk højt forbrug dvs. over fem genstande ved samme lejlighed
- over 3 × ugentligt forbrug, dvs. over syv genstande ugentligt i over to uger

## Referenceliste
1. ↑  Breumlund, Anne: Alkoholmisbrug og social indsats. Hans Reizelz Forlag
2. 1 2 3  Broccia, Marcella et al: Fetal alcohol spectrum disorder har fået danske kriterier